# Clemens von Kahlden
Clemens von Kahlden  (* 29. Mai 1859 in Koblenz; † 31. Mai 1903 in Freiburg im Breisgau)  war ein deutscher Pathologe.
Clemens von Kahlden promovierte 1882 in Marburg. Bis 1885 war er Assistent in der Chirurgischen Klinik in Marburg bei Roser. Danach war er lange Zeit Assistent von Ernst Ziegler am Pathologischen Institut an der Albert-Ludwigs-Universität Freiburg, bevor er selbst 1891 dort außerordentlicher Professor für pathologische Anatomie wurde (Habilitation 1888). Ab 1899 lehrte er auch Gerichtsmedizin.
Ab 1890 war er Redakteur des Centralblatts für allgemeine Pathologie und pathologische Anatomie.
Er war Mitarbeiter an der Real-Encyclopädie der gesammten Heilkunde.

## Schriften
- Technik der histologischen Untersuchung pathologisch-anatomischer Präparate für Studierende und Ärzte, Jena: G. Fischer 1890, 1898, 1900 und öfter (ab 8. Auflage von Edgar von Gierke herausgegeben)
  - Auch ins Englische (Methods of pathological histology, London: Macmillan 1894) und Französische übersetzt. Es erschien zuerst als Ergänzungsheft zum Lehrbuch der Pathologie von Ziegler